# 3235 Melchior
3235 Melchior este un asteroid din centura principală, descoperit pe 6 martie 1981 de Henri Debehogne.